# مارکوربن
مارکوربن (به آلمانی: Markwerben) یک منطقهٔ مسکونی در آلمان است که در وایسنفلس واقع شده‌است.
 مارکوربن  ۶۹۸ نفر جمعیت دارد.